# Нулк
Нулк (nulk), также колк (kolk; уголок, край) — неофициальная единица народного административного деления сету, традиционный район Сетумаа. 
В буквальном переводе «нулк» означает «угол», «колк» — «закоулок». Названия нулков часто связаны с природными особенностями: например, нулк (край) Юле-Пелска (Üle-Pelska) означает «деревни на другой стороне ручья Пелска», название Мокорнулк (Mokornulk) происходит от русского словосочетания «мокрый луг» («пойма»).  
В состав одного нулка входит около двух десятков деревень, и границы нулков часто являются природными. В Сетумаа насчитывается 12 нулков, из которых 9 полностью или частично находятся на территории Эстонии и 3 — полностью на территории России: 
1. Вааксаары
2. Ирбоска
3. Коолина (также Колина)
4. Лухамаа
5. Мокорнулк
6. Полода
7. Рааква
8. Саатсеринна
9. Саурова
10. Сеэритса (также Леэга и Кеэря)
11. Тсятски
12. Юле-Пелска

Число жителей эстонских деревень нулков по данным переписей населения Эстонии 2000 и 2011 годов и по данным Регистра народонаселения по состоянию на 7 сентября 2021 года: 
| Нулк        | 31.03.2000 | 31.12.2011 | 07.09.2021 |
| ----------- | ---------- | ---------- | ---------- |
| Вааксаары   | 104        | 70         | 75         |
| Коолина     | 534        | 403        | 439        |
| Лухамаа     | 203        | 126        | 131        |
| Мокорнулк   | 420        | 259        | 276        |
| Рааква      | 106        | 57         | 112        |
| Саатсеринна | 228        | 145        | 171        |
| Полода      | 1332       | 992        | 1040       |
| Тсятски     | 945        | 685        | 641        |
| Юле-Пелска  | 251        | 169        | 216        |
| ВСЕГО       | 4123       | 2906       | 3101       |